# ノリタケスーパードレッサー
株式会社ノリタケスーパードレッサーは京都府向日市に本社を置くダイヤモンド工具メーカー。ノリタケカンパニーリミテドの子会社である。砥石の砥粒切れ刃をカットして研磨能力を回復させる、ドレッサという工具が主力商品となっている。

## 会社の歴史
1970年代、研削材メーカーのノリタケダイヤ株式会社（現・ノリタケスーパーアブレーシブ）はドレッサに関して外部の技術者と技術協力の契約を結んでいた。この技術者らによって1975年（昭和50年）2月10日に京都に設立されたクイーンダイヤ株式会社がノリタケスーパードレッサーの前身である。創業後もノリタケダイヤとの関係はそのまま続き、1985年（昭和60年）9月から向日市のノリタケダイヤの工場を借りて後にここが本社となった。
1980年代に入って高能率・高精度なCBN製の研磨ホイールの需要が拡大すると、1988年（昭和63年）にCBN砥石用に新型ドレッサを開発してヒット商品となった。これは従来メンテナンスが面倒だったダイヤ部分について、数個の単結晶ダイヤを埋め込んだ使い捨てブレード形式を採用したもので、交換が容易なことから好評を博した。
2002年（平成14年）4月1日にクイーンダイヤは株式会社ノリタケスーパードレッサーに社名を変更し、現在に至る。